# Trofeo Ponente in Rosa
De Trofeo Ponente in Rosa is een meerdaagse wielerwedstrijd voor vrouwen die plaats vind in de Italiaanse provincies Imperia en Savona in de regio Ligurië. De eerste editie in 2022 met drie etappes was nog een nationale wedstrijd met internationale deelname, in 2023 werd de koers op de internationale kalender van de UCI opgenomen als een 2.2-wedstrijd.

## Eindpodia
| Jaar | Periode     | Afstand  | Winnaar          | Tweede           | Derde           |
| ---- | ----------- | -------- | ---------------- | ---------------- | --------------- |
| 2022 | 10-12 maart | 300,0 km | Nadia Quagliotto | Silvia Zanardi   | Matilde Vitillo |
| 2023 | 7-11 maart  | 294,7 km | Jolanda Neff     | Yanina Kuskova   | Sina Frei       |
| 2024 | 5-8 maart   | 274,7 km | Kim Cadzow       | Kristen Faulkner | Clara Emond     |

Overwinningen naar land
| Overwinningen | Land                               |
| ------------- | ---------------------------------- |
| 1             | Italië, Nieuw-Zeeland, Zwitserland |

## Edities

### 2022
De eerste editie van de Trofeo Ponente in Rosa vond plaats tussen 10 en 12 maart 2022 en werd gewonnen door de Italiaanse Nadia Quagliotto.
|                    | Start - Finish               | Afstand            | Eerste           | Tweede           | Derde              |
| ------------------ | ---------------------------- | ------------------ | ---------------- | ---------------- | ------------------ |
| 1                  | Pietra Ligure - Diano Marina | 097,1 km           | Silvia Zanardi   | Emanuele Zanetti | Valentina Basilico |
| 2                  | Diano Marina - Diano Marina  | 101,5 km           | Nadia Quagliotto | Silvia Zanardi   | Silvia Magri       |
| 3                  | Aregai - Ceriale             | 101,4 km           | Nadia Quagliotto | Greta Marturano  | Silvia Magri       |
| Puntenklassement   | Puntenklassement             | Puntenklassement   | Silvia Zanardi   |                  |                    |
| Sprintklassement   | Sprintklassement             | Sprintklassement   | Lara Crestanello |                  |                    |
| Bergklassement     | Bergklassement               | Bergklassement     | Nadia Quagliotto |                  |                    |
| Jongerenklassement | Jongerenklassement           | Jongerenklassement | Silvia Zanardi   |                  |                    |

### 2023
De tweede editie van de Trofeo Ponente in Rosa vond plaats tussen 7 en 11 maart 2023 en werd gewonnen door de Zwitserse Jolanda Neff. Onder de 28 deelnemende teams (met elk 4 tot 6 rensters) waren de Belgische formatie van KDM-Pack Cycling Team en de Nederlandse teams van Parkhotel Valkenburg (met Femke Gerritse, winnares van het sprintklassement) en WV Schijndel (met Anne Knijnenburg die als strijdlustigste renster werd aangemerkt). De oorspronkelijke wedstrijd met zes etappes over vijf dagen kende een uitzonderlijk verloop vanwege gebleken onvoldoende veiligheidsmaatregelen langs de route waardoor de provinciale en lokale autoriteiten geen toestemming verleenden om etappe 1a en 2 door te laten gaan. Andere etappes werden ingekort en mochten alsnog verreden worden.
|                    | Start - Finish                                               | Afstand            | Eerste               | Tweede           | Derde                         |
| ------------------ | ------------------------------------------------------------ | ------------------ | -------------------- | ---------------- | ----------------------------- |
| 1a                 | Ceriale - Ceriale                                            | 053,5 km           | niet verreden        | niet verreden    | niet verreden                 |
| 1b                 | San Lorenzo al Mare - San Remo (TTT)                         | 015,6 km           | UAE Development Team | Team Oezbekistan | Team Zwitserland              |
| 2                  | Diano Marina - (Marina di) Loano Albenga - (Marina di) Loano | 096 km 073 km      | niet verreden        | niet verreden    | niet verreden                 |
| 3                  | Pietra Ligure - Laigueglia Ceriale - Laigueglia              | 105,0 km 092,7 km  | Jolanda Neff         | Alessia Vigilia  | Federica Damiana Piergiovanni |
| 4                  | San Bartolomeo al Mare - Diano Marina                        | 108,5 km 088,6 km  | Jolanda Neff         | Cristina Tonetti | Olga Wankiewicz               |
| 5                  | Diano Marina - Diano Marina Albenga - Diano Marina           | 122,0 km 097,8 km  | Léna Gérault         | Olha Koelynytsj  | Yanina Kuskova                |
| Puntenklassement   | Puntenklassement                                             | Puntenklassement   | Jolanda Neff         |                  |                               |
| Sprintklassement   | Sprintklassement                                             | Sprintklassement   | Femke Gerritse       |                  |                               |
| Bergklassement     | Bergklassement                                               | Bergklassement     | Léna Gérault         |                  |                               |
| Jongerenklassement | Jongerenklassement                                           | Jongerenklassement | Yanina Kuskova       |                  |                               |
| Ploegenklassement  | Ploegenklassement                                            | Ploegenklassement  | Team Zwitserland     |                  |                               |